# Mesa/Boogie

Mesa / Boogie — американська компанія, що займається виробництвом підсилювачів для електрогітар та бас-гітар, а також комплектуючих і аксесуарів.
Була заснована Рендаллом Смітом (англ. Randall Smith) в 1969 році. Спочатку займалася доопрацюванням комбопідсилювачів Fender.

## Історія
Перший комбопідсилювач був виконаний в корпусі Fender Princeton з встановленим в нього 12- дюймовим динаміком JBL (замість штатного 10-дюймового) і модифікованим шасі підсилювача для розміщення трансформаторів від підсилювача Bassman. Існує легенда, ніби Тоді Сміт експериментував заради жартів, і лише випадкова зустріч з Карлосом Сантаною, який оцінив звук вигуком «Man, that little thing really boogies!», дала назву корпорації: Boogie. Перша частина назви, MESA, взята від MESA Engineering — фірми, що займалася ремонтом будинків і двигунів, в якій працював Сміт.
Першим офіційним продуктом Mesa / Boogie став басовий підсилювач Snakeskin Mesa 450, випущений в 1971 році.
Значний успіх мали комбопідсилювачі Mark I, що дозволяють досягти ефекту важкого перевантаження звуку.